# قاي جورج
قاي جورج (بالإنجليزية: Guy George)‏ (17 يوليو 1977 - ) هو لاعب كرة قدم سانت لوسيا في مركز الوسط. شارك مع منتخب سانت لوسيا لكرة القدم.

## وصلات خارجية
- قاي جورج على موقع الاتحاد الدولي (مؤرشف)  (الإنجليزية)
- قاي جورج على موقع قاعدة بيانات كرة القدم.إي يو (الإنجليزية)
- قاي جورج على موقع ناشيونال فوتبول تيمز (الإنجليزية)